# Jean-Baptiste Vérany
Jean-Baptiste Vérany (* 28. Februar 1800 in Nizza; † 1. März 1865 ebenda) war ein französischer Zoologe und Malakologe, der sich besonders mit Cephalopoden des Mittelmeeres befasste.

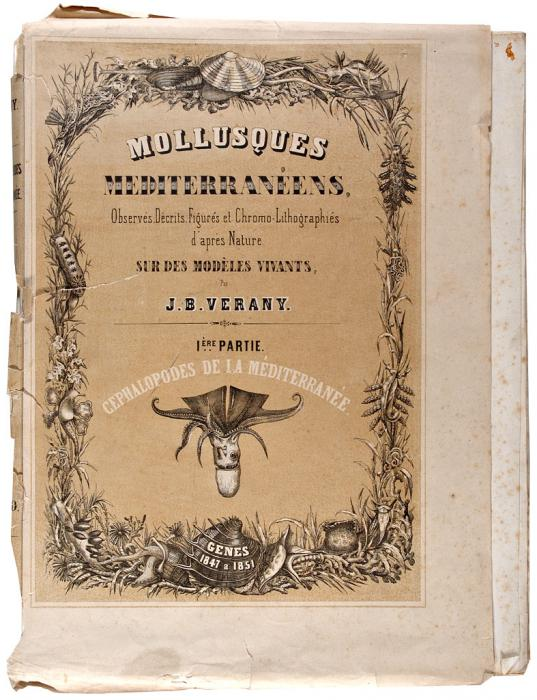
Verany: Mollusques méditerranéens, 1851

Vérany war hauptberuflich Apotheker in Nizza.
1846 gründete er mit dem Botaniker Jean-Baptiste Barla (1817–1896) und Antoine Risso das Naturgeschichtsmuseum Nizza, und seine Sammlungen und Bibliothek bildete den Grundstock des Museums. Sein Buch über Cephalopoden des Mittelmeeres von 1851 enthielt die erste Abbildung (und Veröffentlichung über eine solche Beobachtung) eines leuchtenden Tiefsee-Cephalopoden. Von seinen Erstbeschreibungen von Cephalopoden sind noch 11 valide. Außer über Cephalopoden veröffentlichte er auch über Mollusken (Gastropoden). Mit Filippo De Filippi erstbeschrieb er Fischarten (wie Polyacanthonotus rissoanus).
Vérany hatte auch eine bedeutende Vogelsammlung. 
Ihm zu Ehren wurde der Kalmar Chiroteuthis veranyi benannt und ein Boulevard in Nizza.

## Schriften
- Zoologie des Alpes-Maritimes ou catalogue des animaux observes dans le département, Nizza 1862
- Céphalopodes de la Méditerranée: Mollusques méditerranéens observés, décrits, figurés et chromo lithographiés d’après nature sur modèles vivants, Teil 1,  Genua 1851 (nur der erste Teil erschien)